# Jelen Franjić
Jelen Franjić (Breda, 12 juni 2000) is een Nederlands bobsleeër en atleet.
Franjić deed aan atletiek en was gespecialiseerd in de sprintnummers. Hij studeert aan de Erasmus Universiteit. Via zijn oudere broer Janko  Franjić ging hij steeds meer aan krachttraining doen en in 2020 werden de broers geselecteerd voor het bobsleeteam van piloot Ivo de Bruin. Alhoewel het team zich aanvankelijk niet wist te plaatsen, werden ze door NOC*NSF toegevoegd voor deelname aan de Olympische Winterspelen 2022. Jelen Franjić nam als remmer deel aan zowel de twee- als de viermansbob (respectievelijk 23e en 26e). Zijn broer nam alleen deel in de viermansbob. Hun vader Mario Franjić nam in het bobsleeën namens Joegoslavië deel aan de Olympische Winterspelen 1984 en namens Bosnië en Herzegovina aan de Olympische Winterspelen 1998. In 1998 was hij tevens vlaggendrager bij de openingsceremonie.